# Klaus Esser (Heilpädagoge)

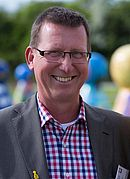
Klaus Esser

Klaus Esser (* 9. Dezember 1958) ist ein deutscher Diplom-Heilpädagoge, Geschäftsführer der Bethanien Kinderdörfer und seit 2017 Vorsitzender des Bundesverbandes Caritas Kinder- und Jugendhilfe (BVkE), in dem er schon seit 1994 im Vorstand wirkt.

## Leben und Wirken
Esser studierte von 1983 bis 1986 Heilpädagogik an der Katholischen Fachhochschule Nordrhein-Westfalen. 1992 übernahm er die Pädagogische Leitung des Bethanien Kinder- und Jugenddorfes in Schwalmtal und war von 2001 bis 2018 Leiter dieser Einrichtung. Seit 2018 ist er Geschäftsführer der Bethanien Kinderdörfer Deutschland.
Neben seinem Engagement als Vorsitzender des Bundesverbandes Caritas Kinder- und Jugendhilfe (BVkE) ist Esser Mitglied in diversen Netzwerken. Von 1995 bis 2002 leitete er zum Beispiel die Fachausschüsse „Qualitätsmanagement“ und „Standards und Qualitätsentwicklung“ im BVkE.
Nach einem nebenberuflich absolvierten Promotionsstudium wurde er 2010 an der Humanwissenschaftlichen Fakultät der Universität zu Köln promoviert mit der Dissertation zum Thema „Die retrospektive Bewertung der stationären Erziehungshilfe durch ehemalige Kinder und Jugendliche. Ein Beitrag zur Qualitätsentwicklung und Wirkungsorientierung.“ 
Schwerpunktmäßig setzt sich Esser für die Fachkräfteförderung im Sozialwesen, speziell in der Kinder- und Jugendhilfe, ein. Er ist Referent in der Europäischen Akademie für Heilpädagogik und im Berufsverband der Heilpädagoginnen und Heilpädagogen sowie Mitglied der Arbeitsgruppe „Fachzentrum Erziehungshilfe“ an der Universität Köln. Esser war zudem Gründungsmitglied der European Charity University e. V. die sich dafür einsetzt, dass Ethik in der Forschung und Lehre einen höheren Stellenwert erhält.
Von 2002 bis 2004 hatte er einen Lehrauftrag an der Hochschule Niederrhein im Fachbereich Sozialwesen inne. Er ist Autor, Mitautor und Herausgeber von Fachbüchern sowie zahlreichen Beitragen in Fachbüchern und Fachzeitschriften.
Esser lebt gemeinsam mit seiner Frau in Schwalmtal-Waldniel. Er ist Vater von zwei Kindern.

## Publikationen (Auswahl)
- „Es gibt viel zu verliern, Du kannst nur gewinnen“ Qualitätsstandards und Qualitätsentwicklung in der Jugendhilfe. In: E. Knab, M. Macsenaere (Hrsg.): Heimerziehung als Lebenshilfe. (= Europäische Studien zu Jugendhilfe. Band 2). Mainz 1998.
- Mit dem Siegel der Güte? Gegenwart und Zukunft erzieherischer Hilfen. In: E. Knab, R. Fehrenbacher (Hrsg.): Perspektiven für die Kinder- und Jugendhilfe – von der Heimerziehung zur Vielfalt der erzieherischen Hilfen 2007. Freiburg 2007, S. 104–124.
- Wirkungsorientierte Jugendhilfe – Chancen und Risiken. In: E. Knab, R. Fehrenbacher (Hrsg.): Die vernachlässigten Hoffnungsträger. Beiträge zur Kinder- und Jugendhilfe 2009. Freiburg 2009, S. 249–261.
- Die Kinderdorfbewegung in der katholischen Heimerziehung. In: S. Hiller, E. Knab, H. Mörsberger (Hrsg.): Erziehungshilfe. Investition in die Zukunft. 100 Jahre BVkE 2009. Freiburg 2009, S. 73–91.

- Die retrospektive Bewertung der stationären Erziehungshilfe durch ehemalige Kinder und Jugendliche. Ein Beitrag zur Qualitätsentwicklung und Wirkungsorientierung. 2010, Dissertation, Universität zu Köln, 2010
- Wirkungsforschung in der stationären Erziehungshilfe. In: W. Almstedt (Hrsg.): St. Ansgar Hildesheim – ein Perspektivzentrum der Kinder- und Jugendhilfe. (= Europäische Studien zur Jugendhilfe. Band 7).  Mainz 2010, S. 247–299.
- Die Kinderdorf-Effekte-Studie (KES). In: M. Macsenaere, S. Hiller, K. Fischer (Hrsg.): Outcome in der Jugendhilfe gemessen. Lambertus Verlag, Freiburg 2010, S. 85–93, ISBN 978-3-7841-2014-0
- Ehemalige Heimkinder bewerten ihre Zeit im Heim. In: M. Macsenaere, S. Hiller, K. Fischer (Hrsg.): Outcome in der Jugendhilfe gemessen. Lambertus Verlag, Freiburg 2010, S. 121–127, ISBN 978-3-7841-2014-0
- Wie bewerten die ehemaligen Betreuten die Qualitäten der stationären Jugendhilfe zwischen 1945 und 2008? In: H. Hölzl, E. Knab, H. Mörsberger, H. Remschmidt, H. Scholten (Hrsg.): Fachübergreifend helfen. Kinder- und Jugendpsychiatrie in der Erziehungshilfe. Freiburg 2011, S. 321–335, ISBN 978-3-7841-2046-1
- Zwischen Albtraum und Dankbarkeit. Ehemalige Heimkinder kommen zu Wort. Lambertus Verlag, Freiburg 2011, ISBN 978-3784120409
- mit M. Macsenaere: Was wirkt in der Erziehungshilfe? Wirkfaktoren in Heimerziehung und anderen Hilfearten. E. Reinhardt, München Basel 2012, ISBN 978-3-497-02325-7
- mit M. Macsenaere, E. Knab, S. Hiller (Hrsg.): Handbuch der Hilfen zur Erziehung. Lambertus Verlag, Freiburg 2014, ISBN 978-3-7841-2121-5
- Bindungsaspekte in der stationären Jugendhilfe – Lernen aus der Erfahrung ehemaliger Heimkinder. In: A. Trost (Hrsg.): Bindungsorientierung in der sozialen Arbeit. Grundlagen-Forschungsergebnisse-Anwendungsbereiche. Dortmund 2014.
- Von schwierigen und schwierigsten Jugendlichen in stationärer Erziehungshilfe. Unbequeme Fragen und unerhörte Antworten. In: Sozialmagazin. Die Zeitschrift für Soziale Arbeit. Ausgabe 9–10, Weinheim 2014, S. 76–84.
- mit Eckart Knab, Daniel Mastalerz, Norbert Scheiwe: Entwicklungen in der Erziehungshilfe. Innovationen für eine gelingende Zukunft. Lambertus Verlag, Freiburg 2017, ISBN 978-3-7841-3014-9
- Musikpädagogische Projekte im BVkE. In: Europäische Studien zur Jugendhilfe. E. Knab und M. Macsenaere (Hrsg.) Band 8: Jugendhaus – Altes Kloster Marienberg. Jugendhilfe und Behindertenhilfe – ein ungewöhnlicher Weg. Norbert Goretzka (Hrsg.), 2018.
- mit Eckart Knab: Kunstpädagogik in der Erziehungshilfe. Lambertus, Freiburg 2019, ISBN 978-3784131528.